# Achille Gouffé
Pour les articles homonymes, voir Gouffé.
Achille Gouffé est un contrebassiste et compositeur français né le 4 septembre 1804 à Pontoise et mort le 31 août 1874 à Paris. 

## Biographie
Achille-Henry-Victor Gouffé naît le 4 septembre 1804 à Pontoise,,.      
Après des études de droit, il se tourne vers la musique, devenant un virtuose de la contrebasse.      
Achille Gouffé est première contrebasse à l'Orchestre de la Société des concerts du Conservatoire ainsi qu'à l'Orchestre de l'Opéra de Paris, où il est représenté par Edgar Degas dans son tableau L'Orchestre de l'Opéra.      
Il introduit en France et défend l'usage de la contrebasse à quatre cordes, et invente avec le luthier Bernardel un type de cordes galvaniques dites « à double trait »,.                  
Grand promoteur de son instrument et de son emploi dans le répertoire de musique de chambre, il est membre de la Société Alard et Chevillard, est cofondateur de la Société de musique classique, joue à la contrebasse les parties de deuxième violoncelle des quintettes de Boccherini et participe à des séances de la Société des quatuors français ainsi qu'à celle des frères Dancla.                  
Entre 1836 et 1874, Gouffé organise chez lui des séances hebdomadaires de musique de chambre, réputées, où sont donnés les classiques viennois, les partitions de Boccherini ainsi que plusieurs premières, notamment d'œuvres de George Onslow, Eugène Walckiers et Adolphe Blanc. Côté interprètes, participent les violonistes Auguste Guerreau et Alexandre Rignault, l’altiste Casimir-Ney, le violoncelliste Charles Lebouc ou encore les pianistes Louise Farrenc et le jeune Georges Bizet.                  
Il a publié un Traité sur la contrebasse et, comme compositeur, est l'auteur de plusieurs morceaux, dont un Concertino pour son instrument, une Sicilienne, un Rondo et diverses Fantaisies, plus quelques pièces vocales, dont un O Salutaris de belle facture.                  
Achille Gouffé meurt le 31 août 1874 à Paris,.                  